# I Levi di via Spielberg
I Levi di via Spielberg è un saggio pubblicato in due edizioni nel 2005 e nel 2007 da Alessio Ghisolfi sulle memorie della shoah tratte dalla testimonianza del comandante partigiano ebreo Isacco Levi.
Isacco Levi, nato nel 1924 e sopravvissuto alla barbarie nazista, sfuggì all'annientamento della sua famiglia unendosi ai partigiani garibaldini della 181ª Brigata Garibaldi "Mario Morbiducci".
La prefazione del Procuratore Generale di Torino Gian Carlo Caselli, già magistrato antimafia a Palermo dopo le stragi di Capaci e Via D'Amelio, introduce il lettore nella testimonianza di vita del partigiano Levi che perse tredici familiari nel lager nazista di Auschwitz.
Il volume è stato presentato in anteprima al Palazzo del Quirinale, su invito del Presidente della Repubblica Carlo Azeglio Ciampi.
All'indomani della elezione al soglio pontificio, Papa Francesco, ha invitato Alessio Ghisolfi ed il protagonista nel suo studio del Palazzo Apostolico in Vaticano, per un'udienza privata.

## Edizioni
- Alessio Ghisolfi - Isacco Levi, I Levi di via Spielberg, Clavilux, 2005,  pp. 162, cap. 10.